# بیانکا گواچرو
بیانکا گواچرو (ایتالیایی: Bianca Guaccero؛ زادهٔ ۱۵ ژانویهٔ ۱۹۸۱) بازیگر، خواننده و مجری تلویزیون اهل ایتالیا است. 
در سال ۲۰۰۸، گواتشرو در پنجاه و هشتمین دوره جشنواره موسیقی سانرمو همراه با پیپو بائودو و آندره‌آ اوشوارت مجری‌گری کرد. او در سال ۲۰۲۴ برنده فصل جدید نسخه ایتالیایی برنامه «رقص با ستارگان» شد و در این رقابت با جووانی پرنیسه همراه بود.
از فیلم‌ها یا مجموعه‌های تلویزیونی که وی در آن‌ها نقش داشته است، می‌توان به نیک و شر، چهره پیکاسو و کاپری اشاره نمود.